# Fenig

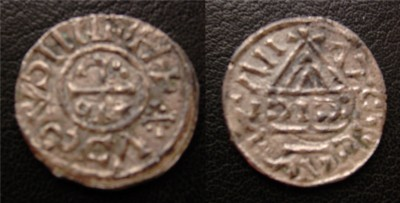
Srebrny fenig Ratyzbony z X wieku

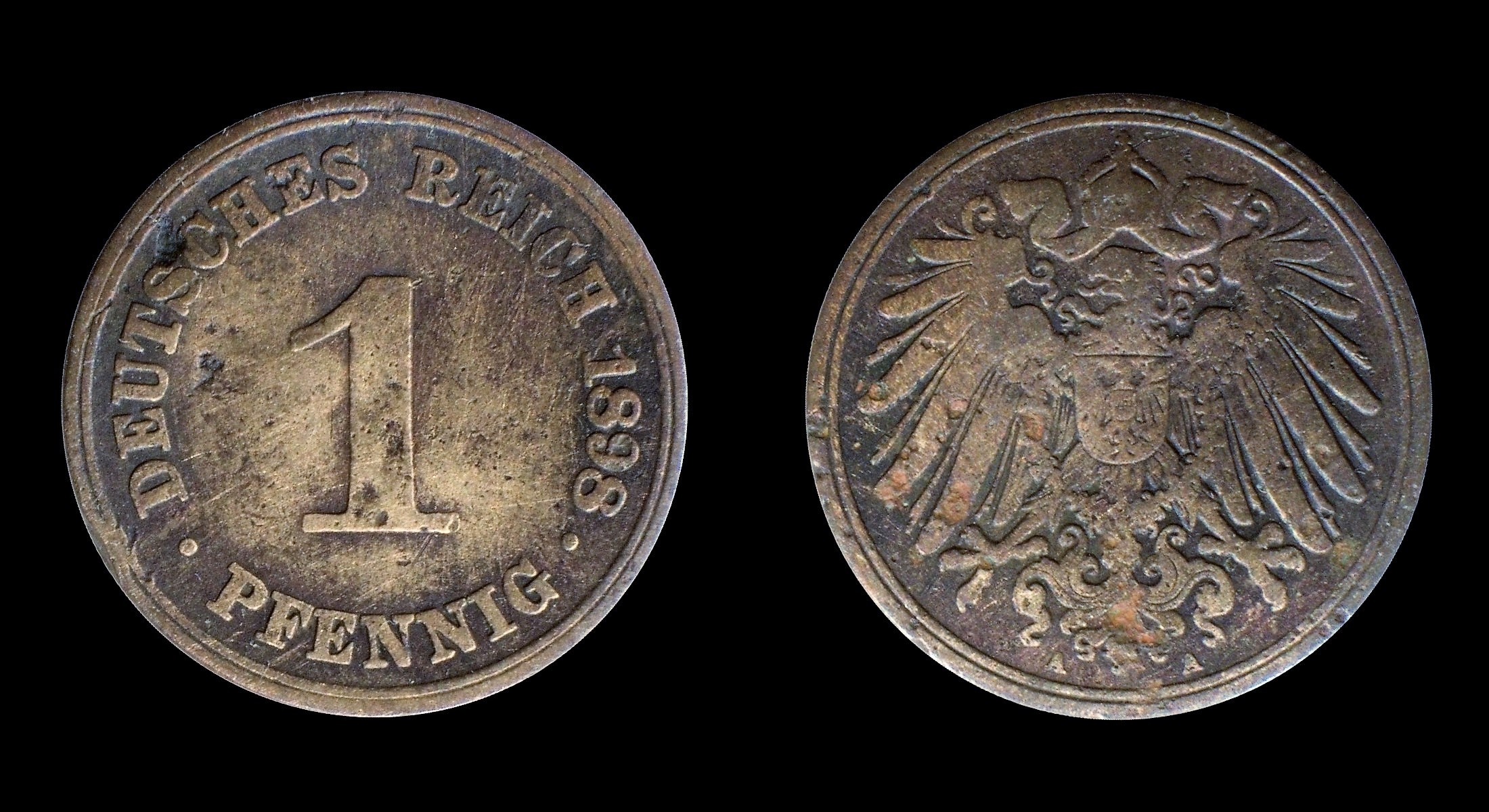
Kajzerowski fenig II Rzeszy (1898)

Fenig (niem. Pfennig, Pfenning) – potoczna nazwa denara używana w krajach germańskich od VIII do X wieku. Później nazwa bitej z miedzi drobnej monety stanowiącej część marki. 
Przejęty z wczesnośredniowiecznego systemu monetarnego, jako moneta zdawkowa wszedł do systemów walutowych krajów niemieckich. W okresie poprzedzającym reformę walutową z lat 1871-73 w II Rzeszy fenig odpowiadał wartości 1/300 talara, a w następstwie wprowadzenia marki równej trzeciej jego części, w systemie decymalnym stał się jej setną (1/100) częścią.
Do 1 stycznia 2002 był monetą zdawkową używaną w Niemczech, a wcześniej w obu powojennych państwach niemieckich (RFN i NRD).
Na ziemiach polskich feniga używano w państwie krzyżackim, później w pruskim oraz na Śląsku i na Pomorzu Zachodnim. Żelazne monety fenigowe (w nominałach 1, 5, 10 i 20) jako rozmienność marki polskiej emitowano w latach 1916-1917 w okupowanym Królestwie Polskim, a do kwietnia 1924 były monetami obiegowymi w odrodzonej Rzeczypospolitej. 